# Wanis al-Qaddafi
Wanis al-Qaddafi (arabă ونيس القذافي, n. 1924 - d. 1986) este un om politic libian, fost prim ministru al Libiei între septembrie 1968–31 august 1969.

## Biografie
Născut în Benghazi în 1924, Wanis al-Gaddafi a fugit cu familia sa în Sudan în 1937 și sa întors în țara sa în 1944. În 1962-1963 a fost ministru al Afacerilor Externe și a devenit ultimul prim-ministru al Regatului Libiei în septembrie 1968 Inversat de lovitura de stat din 1 septembrie 1969, a fost curând condamnat de Curtea Populară la doi ani de închisoare. El moare de un atac de cord în decembrie 1986.
1. ↑   https://alwasat.ly/news/art-culture/265698 Lipsește sau este vid: |title= (ajutor)